# Blake Heron
Blake Heron (Sherman Oaks, Kalifornia, 1982. január 11. – La Crescenta-Montrose, Kalifornia, 2017. szeptember 8.) amerikai színész.

## Filmjei

### Mozifilmek
- Tom és Huck (1995)
- Csavargó kutya (Shiloh) (1996)
- Események sodrásában (Blast) (2000)
- Wind River (2000)
- Katonák voltunk (We Were Soldiers) (2002)
- 11:14 (2003)
- Dandelion (2004)
- Benjamin Troubles (2015)
- No Solicitors (2017)
- A Thousand Junkies (2017)
- Graffiti (2017, rövidfilm)

### Tv-filmek
- Andersonville (1996)
- Ne nézz vissza! (Don’t Look Back)  (1996)
- Trilogy of Terror II (1996)
- Szárnyaló szívek (Journey of the Heart) (1997)
- Csalók (Cheaters) (2000)
- Escape from Polygamy (2013)
- Dive (2017)

### Tv-sorozatok
- Kisvárosi rejtélyek (Picket Fences) (1995, egy epizódban)
- Reality Check (1995)
- Cybill (1995, egy epizódban)
- Nick Freno: Licensed Teacher (1997–1998, 21 epizódban)
- Rescue 77 (1999, egy epizódban)
- Angyal kontra démon (G vs E) (1999–2000, hat epizódban)
- A kiválasztott – Az amerikai látnok (Early Edition) (2000, egy epizódban)
- Vészhelyzet (ER) (2000, egy epizódban)
- Boston Public (2000, egy epizódban)
- Őrangyal (The Guardian) (2002, egy epizódban)
- Családjogi esetek (Family Law) (2002, egy epizódban)
- Ügyvédek (The Practice) (2004, egy epizódban)
- Élve vagy halva (Wanted) (2005, egy epizódban)
- A törvény embere (Justified) (2012, egy epizódban)
- NCIS: New Orleans (2015, egy epizódban)
- Gyilkos elmék (Criminal Minds) (2015, egy epizódban)

## További információ
- Blake Heron a PORT.hu-n (magyarul)
- Blake Heron az Internetes Szinkronadatbázisban (magyarul)
- Blake Heron az Internet Movie Database-ben (angolul)
- Blake Heron a Rotten Tomatoeson (angolul)